# Jaciment arqueològic de la Balma de Guilanyà
La Balma de Guilanyà és un jaciment prehistòric que es troba a Navès (Solsonès), declarat Espai de Protecció Arqueològica.
Es tracta d'un abric natural de petites dimensions que es troba dins el període Paleolític superior i el Mesolític, situada en la formació de la serra de Busa, en una ramificació secundària dels cims del Port del Comte i Rasos de Peguera. Està situada en el Prepirineu Oriental a una alçada de 1.157m sobre el nivell del mar. Aquest abric natural va ser descobert arran l’arrencament de la pista forestal que puja al pla de Busa que va deixar al descobert la seqüència arqueològica, a l’any 1992.

## Presentació del jaciment i localització
El jaciment es troba en una petita vall que dona al riu Cardener, prop de Navès (Solsonès), va ser excavat al 1992 per un equip de la Universitat Autònoma de Barcelona (UAB). El topònim de Guilanyà, prové del nom de la masia més propera de la Balma a la qual s'accedeix des d'una bifurcació de la pista forestal que va a Busa, situada just al costat del jaciment. Es tracta d'una petita balma reomplerta amb blocs caiguts de la cornisa i estrats d'argila, on es poden documentar dues unitats arqueològiques, la C i la E. En aquesta darrera, datada per C14, s'han trobat restes humanes, junt amb un abundós conjunt d'indústria lítica i restes faunístiques. La Balma de Guilanyà és un abric natural de petites dimensions situada en la formació de la serra de Busa en una ramificació secundària dels cims del Port del Compte i Rasos de Peguera. Està situada en el Prepirineu Oriental a una alçada de 1.157m sobre el nivell del mar. Es pot arribar a través de la rasa de Ventoldrà, un petit corrent fluvial que discorre a la vora del abric i que es junta amb la conca del riu Cardener, en el terme municipal de Navès, al Solsonès. Aquest abric natural va ser descobert arran l’arrencament de la pista forestal que puja al pla de Busa que va deixar al descobert la seqüència arqueològica, a l’any 1992.

## Descobriment del jaciment i historiografia de les intervencions
La primera campanya d’excavació es va fer el mateix any de la descoberta amb l’objectiu d’avaluar el potencial arqueològic de l'abric. En aquests treballs van localitzar dues unitats estratigràfiques que permeten situar l’abric cronològicament al Paleolític Superior-Final i elMesolític (Terrades et al.,1993). Els treballs que s'han fet des de l’any 2001 han permès ampliar les unitats estratigràfiques a cinc, i datar cronològicament tres en el període Tardiglacial (K,EJ,E) i dos en l'Holocè (C i CA) (Casanova i Pizarro, 2004; Martínez et al…,2006a i 2006b). S'ha determinat una interrupció en l’ocupació de l’assentament entre les unitats del conjunt superior atribuïdes a l’Holocè (C i CA) i les del conjunt inferior del Tardiglacial (E,EJ,K). Aquest buit ocupacional que separa aquests dos moments es deu possiblement a la caiguda de la visera de l’abric que fa pensar que segella els sediments del Plistocè i serveix com a base per a les ocupacions posteriors del Postglacial.
L'excavació realitzada a l’any 2004 es va centrar en excavar les dues unitats arqueològiques (C i E). En la primera es va excavar en la part interna de l’abric mentre que la segona es va centrar en la part externa de l’abric. A la primera es troba que hi ha una millor conservació en comparació amb l’altre, a més es troba que la segona hi ha menys material arqueològic. Es pot pensar que l'interès dels caçadors-recol·lectors per la Balma de Guilanyà de forma perllongada i recurrent en el temps pot ser degut al fet d’explotar els recursos dels ecosistemes d'alta muntanya que van coincidir amb les millores de les condicions climàtiques (Guilaine et al.,2007). Aquest factor va condicionar totes les ocupacions del jaciment, en el que la caça va ser sobretot l'activitat central sense oblidar que també va ser determinant el cicle biològic de les plantes en els seus desplaçaments. Hi ha diversos indicadors arqueològics relacionats amb els instruments lítics, les presses i els macrorestes vegetals que s'han pogut preservar que informen de les activitats que es realitzaven a l'assentament, al mateix temps de la funció que tenien. D’aquesta manera es poden fer hipòtesis del funcionament de l’abric així com caracteritzar la forma de vida dels caçadors-recol·lectors. Les ocupacions de Guilanyà en el període tardiglacial i a Guilanyà E, tenen característiques com l’absència de burins, la presència d’elements de dors i utillatge de fons comú que encaixa amb el que es descriu com "Azilià" (Guillaine i Martzluff, 1995).

## Evolució del jaciment amb relació a les intervencions arqueològiques
La Balma de Guilanyà testimonia importants canvis ambientals que afecten a la biodiversitat. La cabra pirinenca era molt important per aquests grups ja que la seva subsistència depenia en gran manera de la captura d’aquests animals a fi d’obtenir la carn, greix, pell i tendons. Els ossos recuperats al jaciment permeten identificar animals consumits i al mateix temps reflecteix els canvis en el paisatge. Les ocupacions més antigues: K, EJ i E, se centraven en la caça de la cabra pirenaica, on la troballa de cranis de mascles fan pensar que l’objectiu d’aquests grups de caçadors-recol·lectors era interceptar els ramats de mascles que durant l'estiu se separaven de les femelles amb cries i circulaven per tota la serra de Busa per caçar-los. A més de la cabra pirinenca, també s'han trobat restes de cérvol i porc senglar, el que indica condicions climàtiques més càlides, i amb una altra pressa molt habitual que seria el conill. Als nivells C1 i C de la seqüència superior, la cabra continua essent important, però hi ha un nou ecosistema forestal en el que predomina el pi associat amb arbustos i altres plantes, allò fa que sigui més difícil l'aproximació aquestes presses. L'eina que permet llavors la caça serà l’arc que permet abatre la pressa a distància. Paral·lelament, s'han identificat utensilis relacionats amb la recol·lecció. El consum d'avellanes, aglans i pomes, suggereix l’ocupació de l’abric a finals d’estiu o principis de la tardor. L’avellaner indica que les muntanyes tenen una reforestació ràpida, el que fa que hi hagi una presència més habitual del cérvol, el porc senglar i el cabirol.
S'ha pogut detectar també la presència de foc. Al voltant del foc es podrien haver fet les activitats socials i reforçar els vincles del grup. Destacant que a una altitud de més de 1000 metres el foc hauria sigut essencial per les condicions fredes del clima. Encara que no s'han identificat els fogars, hi ha residus de fusta que podia haver sigut emprada com a combustible i restes òssies i lítiques alterades per l'exposició al foc.

## Troballes arqueologiques
Respecte a l'equipament recuperat a Guilanyà E, hi ha una àmplia gamma vinculada a diverses activitats que s'haurien realitzat en el jaciment, sobretot aquelles vinculades amb la caça i al processament de carcasses sense oblidar la recol·lecció. S'ha trobat una gran diversitat instrumental. Aquesta densitat de materials trobats, amb la presència d’un important component macro-lític polifuncional juntament amb l'elevat número de l’utillatge de fons comú i els indicadors estacionals, permeten plantejar la hipòtesi d’un assentament de caràcter estacional, però en el qual es porten a terme activitats que semblen ser el pas a la instal·lació de grups domèstics (Martínez-Moreno et al., 2006b). De fet és a l’Holocè quan aquest model d’explotació d’espais muntanyosos sembla que es consolida.

### Restes humanes
Al nivell E, es va fer una troballa de restes atribuïdes a Homo sapiens, més concretament 14 dents aïllades i diversos fragments d’un mateix crani mal conservats i 5 restes postcranials. A partir de la duplicació, estadi ontogenètic i abrasió dentaria es poden identificar un infantil de 5 anys i dos adults. Són atribuïbles diverses restes a una dona i un nen, i això confirma que a Guilanyà no sols es desplaçaven els homes sinó que segurament també ho feien les dones i els nens, i que pot ser participaven en les activitats que es feien al assentament. Altra possible interpretació és que el lloc va passar de ser un assentament estacional a ser un assentament residencial degut al canvi en les condicions climàtiques. Guilanyà C presenta un model de mobilitat similar a la Font del Ros, Sota Palou o Margineda amb un registre arqueològic semblant i, a més, dintre d’un context biogeogràfic similar.
Aquests grups es desplacen per les àrees de muntanya aprofitant els recursos que es donen en períodes més templats, on a la tardor i a l’hivern els circuits serien cap a la perifèria dels Pirineus. La seva situació topogràfica, situada en una vall tancada de mitja muntanya indica que els caçadors-recol·lectors van tenir un ampli coneixement del territori i utilitzaven petites valls per desplaçar-se. Així doncs, l’ús de les valls secundàries tan com vies de pas com a llocs d'hàbitat seria una cosa comú per aquests grups humans. Aquest patró d’assentament es devia estructurar a partir d’una xarxa fluvial principal (Segre) o per la costa (Portus) (Baills i Fullola-Pericot, 2003). Aquesta dinàmica d’ocupació implica que en condicions climàtiques càlides, els grups humans ascendien a ecosistemes de muntanya, tal com es demostra en les ocupacions EJ i E de Guilanyà i confirmen la presència estable de caçadors-recol·lectors en aquesta regió durant el Periglacial. Convé remarcar l'enigma de les restes humanes a Guilanyà E per determinar les causes de la seva presència dins del context arqueològic. Malgrat que no s'ha trobat cap estructura funerària, la datació de dues restes confirmen l’antiguitat i converteix aquest conjunt en un referent per analitzar tant l'anatomia com la dieta dels caçadors-recol·lectors d’Europa occidental (García-Guixé ae al.,2009).

### Representacions simbòliques
Les manifestacions simbòliques que trobem són importants ja que confirmen la ruptura amb les típiques de l'art magdalenià i l’aparició d’un tipus de manifestacions encara poc conegudes. Es conserva una col·lecció d’ornaments marins que és un dels més importants de la península Ibèrica. S'han trobat cargols marins perforats de petites dimensions emprats com a penjolls. Als nivells K iEJ, els més antics, s'ha identificat l'espècie Clyclope sp. àmpliament present a tot el sud-est de França i el Mediterrani occidental.
A partir del nivell E i els nivells C1 i C, s'identifica la Clumbelle Rústica, a l'igual que a la resta de jaciments de l’Holocè del nord de la Península Ibèrica. No es coneix el motiu d’aquest canvi, però la presència d’aquests ornaments podría indicar que els grups de Guilanyà es desplaçaven regularment pel Mediterrani. Una altra alternativa podría ser les relacions entre grups que habitaven a la Depressió de l’Ebre. Això voldria dir que Guilanyà no era un lloc aïllat del Prepirineu sinó que aquest abric formava part de gent que habitava el nord-est de la Peninsula. Dins del mateix àmbit, destaca la troballa d’una placa de grans dimensions amb gravats geomètrics a Guilanyà C. Aquesta placa sembla ser una manifestació simbòlica que encara no se sap el seu significat. Aquesta troballa a nivells de l’Holocè és important ja que les manifestacions dels caçadors-recol·lectors del Mesolític són poc conegudes. Les ocupacions reiterades del jaciment indiquen que va ser un lloc freqüentat després del final de l’últim Glacial entre 14.500 i 8.000 anys. La presència humana a l’abric solament es va aturar durant el Dryas recent i es reprèn quan es consolida les condicions climàtiques actuals fa uns 11.500 anys.

## Indústria lítica
Respecte a la indústria lítica les eines que s'han conservat són de pedra i indiquen que van elaborar puntes de fletxa, ganivets, burins per treballar els materials orgànics, gratadors per adobar pells d’animals, matxucadores per trencar ossos, closques i fruits secs. La majoria d’aquestes eines anaven emmanegades i formaven part dels artefactes que haurien d'estar fets de materials peribles, els quals no s'han conservat.
En els nivells K, EJ i E els conjunts lítics són fets de sílex amb tècniques poc elaborades i el material empleat per la seva confecció sembla provenir de la Noguera i la Conca de Barberà, de ser així, confirmaria que hauria hagut un transport de roques des d'una distància superior als 100 km que connectarien la depressió de l’Ebre amb el Prepirineu, on les valls del Segre i el Llobregat serien per les quals es desplaçaven.
La unitat superior C1 i C2, són diferents de la unitat inferior, hi ha una substitució del instrumental especialitzat en sílex per eines elaborades amb roques que es troben a la paret de l’abric. La resta de materials: quarsos, calcàries, lidites i possiblement part del sílex, també tenen un origen local, de fet es registren als conglomerats de la balma. Aquest aprovisionament immediat de roques de poca aptitud per a la talla, es generalitzara durant l’Holocè. En els sistemes de talla s'observen elements que evidencien diferències en les unitats arqueològiques.
El sondeig realitzat a la Balma durant l'estiu de 2008 permet que es puguin fer diverses hipòtesis sobre les diferents estratègies que desenvolupen els caçadors-recol·lectors al nord-est de la Península Ibèrica i que permeten esbrinar l'expansió humana en uns entorns com serien els ecosistemes de muntanya.